# Retiro El Almendro Airport
Retiro El Almendro Airport är en flygplats i Chile.   Den ligger i provinsen Provincia de Linares och regionen Región del Maule, i den södra delen av landet, 300 km söder om huvudstaden Santiago de Chile. Retiro El Almendro Airport ligger 145 meter över havet.
Terrängen runt Retiro El Almendro Airport är platt. Runt Retiro El Almendro Airport är det ganska glesbefolkat, med 23 invånare per kvadratkilometer.. Närmaste större samhälle är Longaví, 9,8 km öster om Retiro El Almendro Airport.
Trakten runt Retiro El Almendro Airport består till största delen av jordbruksmark.